# Virginia Slims of Los Angeles
Virginia Slims of Los Angeles – kobiecy turniej tenisowy kategorii WTA Premier Series zaliczany do cyklu WTA Tour. Rozgrywany na kortach twardych w Carson w Los Angeles.

## Mecze finałowe

### Gra pojedyncza
| Rok               | Mistrzyni                       | Finalistka                      | Wynik                      |
| 2009              | Flavia Pennetta                 | Samantha Stosur                 | 6:4, 6:3                   |
| 2008              | Dinara Safina                   | Flavia Pennetta                 | 6:4, 6:2                   |
| 2007              | Ana Ivanović                    | Nadieżda Pietrowa               | 7:5, 6:4                   |
| 2006              | Jelena Diemientjewa             | Jelena Janković                 | 6:3, 4:6, 6:4              |
| 2005              | Kim Clijsters                   | Daniela Hantuchová              | 6:4, 6:1                   |
| 2004              | Lindsay Davenport               | Serena Williams                 | 6:1, 6:3                   |
| 2003              | Kim Clijsters                   | Lindsay Davenport               | 6:1, 3:6, 6:1              |
| 2002              | Chanda Rubin                    | Lindsay Davenport               | 5:7, 7:6(5), 6:3           |
| 2001              | Lindsay Davenport               | Monica Seles                    | 6:3, 7:5                   |
| 2000              | Serena Williams                 | Lindsay Davenport               | 4:6, 6:4, 7:6(1)           |
| 1999              | Serena Williams                 | Julie Halard-Decugis            | 6:1, 6:4                   |
| 1998              | Lindsay Davenport               | Martina Hingis                  | 4:6, 6:4, 6:3              |
| 1997              | Monica Seles                    | Lindsay Davenport               | 5:7, 7:5, 6;4              |
| 1996              | Lindsay Davenport               | Anke Huber                      | 6:2, 6:3                   |
| 1995              | Conchita Martínez               | Chanda Rubin                    | 4:6, 6:1, 6:3              |
| 1994              | Amy Frazier                     | Ann Grossman                    | 6:1, 6:3                   |
| 1993              | Martina Navrátilová             | Arantxa Sánchez Vicario         | 7:5, 7:6(4)                |
| 1992              | Martina Navrátilová             | Monica Seles                    | 6:4, 6:2                   |
| 1991              | Monica Seles                    | Kimiko Date                     | 6:3, 6:1                   |
| 1990              | Monica Seles                    | Martina Navrátilová             | 6:4, 3:6, 7:6(6)           |
| 1989              | Martina Navrátilová             | Gabriela Sabatini               | 6:0, 6:2                   |
| 1988              | Chris Evert                     | Gabriela Sabatini               | 2:6, 6:1, 6:1              |
| 1987              | Steffi Graf                     | Chris Evert                     | 6:3, 6:4                   |
| 1986              | Martina Navrátilová             | Chris Evert                     | 7:6(5), 6:3                |
| 1985              | Claudia Kohde-Kilsch            | Pam Shriver                     | 6:2, 6:4                   |
| 1984              | Chris Evert                     | Wendy Turnbull                  | 6:2, 6:3                   |
| 1983              | Martina Navrátilová             | Chris Evert                     | 6:1, 6:3                   |
| 1982              | Mima Jaušovec                   | Chris Evert                     | 6:2, 7:6(4)                |
| 1981              | Martina Navrátilová             | Andrea Jaeger                   | 6:4, 6:0                   |
| 1980              | Martina Navrátilová             | Tracy Austin                    | 6:2, 6:0                   |
| 1979              | Chris Evert                     | Martina Navrátilová             | 6:3, 6:4                   |
| 1978              | Martina Navrátilová             | Rosie Casals                    | 6:3, 6:2                   |
| 1977              | Chris Evert                     | Martina Navrátilová             | 6:2, 2:6, 6:1              |
| 1974- 1976        | Turniej nie był rozgrywany      | Turniej nie był rozgrywany      | Turniej nie był rozgrywany |
| 1973              | Margaret Smith Court            | Nancy Richey                    | 7:5, 6:7, 7:5              |
| 1972              | Turniej nie był rozgrywany      | Turniej nie był rozgrywany      | Turniej nie był rozgrywany |
| 1971              | Rosie Casals / Billie Jean King | Rosie Casals / Billie Jean King | 6:6 (niedokończony)        |
| 1970              | Sharon Walsh                    | Lesley Hunt                     | 6:3, 6:2                   |
| 1969(2)           | Billie Jean King                | Ann Haydon-Jones                | 6:2, 6:3                   |
| 1969(1)           | Billie Jean King                | Ann Haydon-Jones                | 17:15, 6:3                 |
| 1968(2)           | Rosie Casals                    | Maria Bueno                     | 6:4, 6:1                   |
| 1968(1)           | Billie Jean King                | Ann Haydon-Jones                | 12:10, 6:3                 |
| Początek Ery Open |                                 |                                 |                            |
| 1967              | Billie Jean King                | Rosie Casals                    | 6:0, 6:4                   |
| 1965- 1966        | Turniej nie był rozgrywany      | Turniej nie był rozgrywany      | Turniej nie był rozgrywany |
| 1964              | Maria Bueno                     | Billie Jean Moffitt             | 3:6, 6:3, 6:2              |
| 1963              | Darlene Hard                    | Billie Jean Moffitt             | 6:3, 6:3                   |
| 1961- 1962        | Turniej nie był rozgrywany      | Turniej nie był rozgrywany      | Turniej nie był rozgrywany |
| 1960              | Ann Haydon                      | Darlene Hard                    | 6:4, 6:3                   |
| 1953- 1959        | Turniej nie był rozgrywany      | Turniej nie był rozgrywany      | Turniej nie był rozgrywany |
| 1952              | Maureen Connolly                | Doris Hart                      | 6:4, 3:6, 6:1              |
| 1951              | Maureen Connolly                | Beverly Baker                   | 9:7, 6:4                   |

### Gra podwójna
| Rok               | Mistrzynie                             | Finalistki                               | Wynik                      |
| 2009              | Chuang Chia-jung Yan Zi                | Agnieszka Radwańska Marija Kirilenko     | 6:0, 4:6, 7:6(10)          |
| 2008              | Chan Yung-jan Chuang Chia-jung         | Eva Hrdinová Vladimíra Uhlířová          | 2:6, 7:5, 10–4             |
| 2007              | Květa Peschke Rennae Stubbs            | Alicia Molik Mara Santangelo             | 6:0, 6:1                   |
| 2006              | Virginia Ruano Pascual Paola Suárez    | Daniela Hantuchová Ai Sugiyama           | 6:3, 6:4                   |
| 2005              | Jelena Diemientjewa Flavia Pennetta    | Angela Haynes Bethanie Mattek            | 6:2, 6:4                   |
| 2004              | Nadieżda Pietrowa Meghann Shaughnessy  | Virginia Ruano Pascual Conchita Martínez | 6:7(2), 6:4, 6:3           |
| 2003              | Mary Pierce Rennae Stubbs              | Jelena Bowina Els Callens                | 6:3, 6:3                   |
| 2002              | Jelena Dokić Kim Clijsters             | Daniela Hantuchová Ai Sugiyama           | 6:3, 6:3                   |
| 2001              | Kimberly Po Nathalie Tauziat           | Nicole Arendt Caroline Vis               | 6:3, 7:5                   |
| 2000              | Els Callens Dominique Monami           | Kimberly Po Anne-Gaëlle Sidot            | 6:2, 7:5                   |
| 1999              | Łarysa Neiland Arantxa Sánchez Vicario | Lisa Raymond Rennae Stubbs               | 6:2, 6:7(5), 6:0           |
| 1998              | Martina Hingis Natalla Zwierawa        | Tamarine Tanasugarn Ołena Tatarkowa      | 6:2, 6:4                   |
| 1997              | Yayuk Basuki Caroline Vis              | Łarysa Neiland Helena Suková             | 7:6(7), 6:3                |
| 1996              | Natalla Zwierawa Lindsay Davenport     | Amy Frazier Kimberly Po                  | 6:1, 6:4                   |
| 1995              | Gigi Fernández Natalla Zwierawa        | Łarysa Neiland Gabriela Sabatini         | 7:5, 6:7(2), 7:5           |
| 1994              | Julie Halard-Decugis Nathalie Tauziat  | Jana Novotná Lisa Raymond                | 6:1, 0:6, 6:1              |
| 1993              | Arantxa Sánchez Vicario Helena Suková  | Gigi Fernández Natalla Zwierawa          | 7:6(3), 6:3                |
| 1992              | Arantxa Sánchez Vicario Helena Suková  | Zina Garrison Pam Shriver                | 6:4, 6:2                   |
| 1991              | Łarysa Neiland Natalla Zwierawa        | Gretchen Magers Robin White              | 6:1, 2:6, 6:2              |
| 1990              | Gigi Fernández Jana Novotná            | Mercedes Paz Gabriela Sabatini           | 6:3, 4:6, 6:4              |
| 1989              | Martina Navrátilová Wendy Turnbull     | Mary Joe Fernández Claudia Kohde-Kilsch  | 5:2 krecz                  |
| 1988              | Patty Fendick Jill Hetherington        | Gigi Fernández Robin White               | 7:6(2), 5:7, 6:4           |
| 1987              | Martina Navrátilová Pam Shriver        | Zina Garrison Lori McNeil                | 6:3, 6:4                   |
| 1986              | Martina Navrátilová Pam Shriver        | Claudia Kohde-Kilsch Helena Suková       | 6:4, 6:3                   |
| 1985              | Claudia Kohde-Kilsch Helena Suková     | Hana Mandlíková Wendy Turnbull           | 6:4, 6:2                   |
| 1984              | Chris Evert Wendy Turnbull             | Bettina Bunge Eva Pfaff                  | 6:2, 6:4                   |
| 1983              | Martina Navrátilová Pam Shriver        | Betsy Nagelsen Virginia Ruzici           | 6:1, 6:0                   |
| 1982              | Kathy Jordan Anne Smith                | Barbara Potter Sharon Walsh              | 6:3, 7:5                   |
| 1981              | Sue Barker Ann Kiyomura                | Marita Redondo Marcie Louie              | 6:1, 4:6, 6:1              |
| 1980              | Rosie Casals Martina Navrátilová       | Kathy Jordan Anne Smith                  | 7:6, 6:2                   |
| 1979              | Rosie Casals Chris Evert               | Martina Navrátilová Anne Smith           | 6:4, 1:6, 6:3              |
| 1978              | Betty Stöve Virginia Wade              | Greer Stevens Pam Teeguarden             | 6:3, 6:2                   |
| 1977              | Rosie Casals Chris Evert               | Martina Navrátilová Betty Stöve          | 6:2, 6:4                   |
| 1974- 1976        | Turniej nie był rozgrywany             | Turniej nie był rozgrywany               | Turniej nie był rozgrywany |
| 1973              | Rosie Casals Julie Heldman             | Margaret Smith Court Lesley Hunt         | walkower                   |
| 1972              | Turniej nie był rozgrywany             | Turniej nie był rozgrywany               | Turniej nie był rozgrywany |
| 1971              | Rosie Casals Billie Jean King          | Judy Tegart Dalton Françoise Durr        | 6:3, 6:2                   |
| 1970              | Janet Newberry Sharon Walsh            | Esme Emanuel Cecilia Martinez            | 6:3, 6:4                   |
| 1969(2)           | Rosie Casals Billie Jean King          | Françoise Durr Ann Haydon-Jones          | 6:8, 8:6, 11:9             |
| 1969(1)           | Turniej nie był rozgrywany             | Turniej nie był rozgrywany               | Turniej nie był rozgrywany |
| 1968(2)           | Françoise Durr Ann Haydon-Jones        | Margaret Smith Court Maria Bueno         | 6:3, 6:2                   |
| 1968(1)           | Turniej nie był rozgrywany             | Turniej nie był rozgrywany               | Turniej nie był rozgrywany |
| Początek Ery Open |                                        |                                          |                            |
| 1965- 1967        | Turniej nie był rozgrywany             | Turniej nie był rozgrywany               | Turniej nie był rozgrywany |
| 1964              | Rosie Casals Margaret Fredericks       | Kathy Blake Kathleen Harter              | 6:3, 3:6, 7:5              |
| 1963              | Maria Bueno Darlene Hard               | Carole Caldwell Billie Jean Moffitt      | 6:1, 6:4                   |
| 1961- 1962        | Turniej nie był rozgrywany             | Turniej nie był rozgrywany               | Turniej nie był rozgrywany |
| 1960              | Maria Bueno Darlene Hard               | Ann Haydon Christine Truman              | 4:6, 7:5, 6:3              |